# Vendsyssel-Thy
Vendsyssel-Thy (još se naziva i Sjevernojutlandski otok) je otok na sjeveru Danske. To je drugi danski otok po veličini nakon Zelanda (ako se ne računa Grenland koji je danski teritorij s posebnom samoupravom. Od poluotoka Jutlanda je odvojen kanalom Limfjord. Vendsyssel-Thy je do 1825. godine bio dio Jutlanda (Limfjord je bio zaljev - fjord), a tada je nakon poplave more probilo kopnenu prevlaku i odvojilo Vendsyssel-Thy od kopna. Novonastali uski kanal se zove Agger kanal.
Otok se sastoji od dvije veće cjeline. Na istoku je Vendsyssel, a na zapadu Thy. Krajolik na Thyu je prepun morena (uzvišenja nastala tokom ledenog doba) i prekriven grmljem te je proglašen prvim danskim nacionalnim parkom. Najveći grad je Aalborg (nalazi se na kanalu Agger te je dijelom na otoku, a dijelom na kopnu), a ostali veći gradovi su Hjørring i Frederikshavn. Skagen je krajnji sjeverni rt Danske.